# أسل طرفي الأزهار
أسل طرفي الأزهار (الاسم العلمي: Juncus lateriflorus) نوع نباتي يتبع جنس الأسل وينتمي إلى الفصيلة الأسلية.